# Up (песня Карди Би)
«Up» — песня, записанная американской хип-хоп исполнительницей Карди Би. Она стала вторым синглом в поддержку её будущего второго студийного альбома и была выпущена 5 февраля 2021 года на лейбле Atlantic Records.

## Предыстория
7 августа 2020 года Карди Би выпустила сингл «WAP», записанный при участии американской рэперши Megan Thee Stallion. Песня достигла мирового успеха, заняв первое место во многих странах, включая Австралию, Канаду и Великобританию. Сингл также провел в общей сложности четыре недели на вершине Billboard Hot 100. 1 октября 2020 года стало известно, что Карди уже «планирует свой следующий шаг». Однако она также пояснила, что не хочет выпускать музыку слишком часто, чтобы не поддаваться давлению лейбла: «Я не собираюсь выпускать отстойные песни, которые мне не нравятся, только чтобы угодить лейблу». 31 января 2021 года рэперша заявила, что собирается сделать объявление на следующий день. 1 февраля она объявила о выходе нового сингла — раскрыла название песни вместе с обложкой.

## Видеоклип
Одновременно с выходом сингла был выпущен видеоклип на него. Его режиссером выступила украинский клипмейкер Таня Муиньо. За первые сутки видео набрало более 10 миллионов просмотров. В видеоклипе есть строчка, которая заявляет, что « [Карди Би]легко обойдется без членов». Сразу после этих слов появляется кадр с камео секс-игрушки. Ближе к концу видео Карди Би по-французски целуется с двумя девушками, объяснив позже свою ориентацию.

## Коммерческий приём
В Соединенных Штатах, «Up» дебютировал под номером два в чарте Billboard Hot 100, став самым высоким женским сольным рэп-дебютом со времён песни Лорин Хилл «Doo Wop (That Thing)» в 1998 году. Песня стала для Карди Би девятой вошедшей в первую десятку данного чарта. Сингл также дебютировал под номером один в чарте Hot R&B/Hip-Hop Songs, став шестым лидером в чарте. Карди Би, к слову, последние четыре года регулярно входила в первую десятку Billboard. Также «Up» дебютировал под номером один в чарте Rolling Stone Top 100, во второй раз певица заняла первое место в этом чарте, а также второй раз дебютировала с первой же строчки.

## Чарты
| Чарт (2021)                                | Высшая позиция |
| ------------------------------------------ | -------------- |
| Австралия (ARIA)                           | 20             |
| Бельгия/Фландрия (Ultratip Bubbling Under) | 41             |
| Великобритания (OCC UK Singles)            | 21             |
| Великобритания (OCC UK Hip Hop/R&B)        | 12             |
| Германия (GfK)                             | 99             |
| Ирландия (IRMA)                            | 19             |
| Канада (Billboard Canadian Hot 100)        | 7              |
| Литва (AGATA)                              | 32             |
| Нигерия (TurnTable Top 50 chart)           | 20             |
| Нидерланды (Tipparade)                     | 5              |
| Новая Зеландия (Recorded Music NZ)         | 34             |
| Словакия (Singles Digitál Top 100)         | 46             |
| США (Billboard Hot 100)                    | 1              |
| США (Billboard Hot R&B/Hip-Hop Songs)      | 1              |
| США (Billboard Rhythmic)                   | 31             |
| США (Rolling Stone Top 100)                | 1              |
| Франция (SNEP)                             | 169            |
| Чехия (Singles Digitál Top 100)            | 85             |
| Швейцария (Schweizer Hitparade)            | 59             |
| Швеция (Sverigetopplistan Heatseeker)      | 4              |
| Мир (Billboard Global 200)                 | 4              |

## История релиза
| Регион         | Дата            | Формат                          | Лейбл            | Прим.  |
| -------------- | --------------- | ------------------------------- | ---------------- | ------ |
| Мир            | 5 февраля 2021  | CD, цифровая загрузка, стриминг | Atlantic Records | [ 35 ] |
| Великобритания | 12 февраля 2021 | Contemporary hit radio          | Atlantic Records | [ 36 ] |